# NGC 2274
NGC 2274 је елиптична галаксија у сазвежђу Близанци која се налази на NGC листи објеката дубоког неба.
Деклинација објекта је + 33° 34' 3" а ректасцензија 6h 47m 17,4s. Привидна величина (магнитуда) објекта NGC 2274 износи 12,4 а фотографска магнитуда 13,4. NGC 2274 је још познат и под ознакама UGC 3541, MCG 6-15-8, CGCG 175-15, KCPG 118A, PGC 19603.